# Lepidotrigla vaubani
Lepidotrigla vaubani és una espècie de peix pertanyent a la família dels tríglids.

## Descripció
- Fa 10,6 cm de llargària màxima.[5][6]

## Hàbitat
És un peix marí, demersal i de clima tropical que viu fins als 215 m de fondària.

## Distribució geogràfica
Es troba al Pacífic occidental: Nova Caledònia.

## Observacions
És inofensiu per als humans.